# Claude-Auguste Petit de Beauverger
Pour les articles homonymes, voir Petit et Beauverger.
Claude-Auguste Petit, baron de Beauverger (Aignay-le-Duc, 7 octobre 1748 – Paris, 6 septembre 1819), est un homme politique français du XIXe siècle.

## Biographie
Fils de Claude Petit (notaire et prévôt royal) et Jeanne Claudine Porteret, Claude-Auguste Petit nait à Aignay-le-Duc (province de Bourgogne, auj. en Côte-d'Or), le 7 octobre 1748. Il a une sœur, Denise (1757-1832), mariée, en 1785, avec Nicolas Frochot (1761-1828). Petit exerce la profession « d'homme de loi » (avocat) à Paris au moment de la Révolution française.
Sous l'Empire, il devient tout d'abord conseiller général et membre du collège électoral du département de la Seine ; puis le Sénat conservateur le nomme pour ce département député au Corps législatif, le 18 février 1808. Il y « sert docilement la politique impériale », reçoit en récompense, de Napoléon Ier, les titres de chevalier de l'Empire (11 juillet 1810) et de baron (16 septembre 1811), les fonctions de préfet de l'Ems-Occidental en 1813, puis celles de préfet du Lot qu'il remplit du 9 décembre 1813 jusqu'en juillet 1815.
Retiré de la vie politique, il meurt, à Paris, le 6 septembre 1819.

### Postérité
- De son mariage, avec Sophie (1757-1839), fille de Jean Poriquet (né en 1723), procureur au « Grand Conseil », était né[2] :
  - Auguste Petit (Paris, 16 septembre 1782 - Chevry-Cossigny, 31 octobre 1858), 2e baron de Beauverger, préfet, officier de la Légion d'honneur[7], marié, le 27 avril 1816 à Paris IXe, avec Jeanne Antoinette Louise Jenny (1795-1865), fille de Jean Antoine Pierre, baron de Mévolhon (1757-1836), président du tribunal civil des Basses-Alpes, dont :
    - Auguste-Edmond Petit (Paris (Seine), 18 juillet 1818 - Château de La Marsaudière (Chevry-Cossigny, Seine-et-Marne), 14 juin 1873, inhumé dans la 17e division du cimetière du Père-Lachaise), 3e baron de Beauverger, marié, le 3 juin 1854 à Paris, avec Mathilde Anthoine de Saint-Joseph (1829-1909), dont :
      - Postérité ;

    - Mathilde (1819 - 1844, inhumée dans la 17e division du cimetière du Père-Lachaise) ;
    - Arthur (20 août 1821 - 1906, inhumé dans la 17e division du cimetière du Père-Lachaise) ;
    - Henriette Nathalie (1826 - Paris, 29 décembre 1887), mariée, le 22 mai 1849 à Paris IIe, avec Victor Baudon (1812-1884), comte de Mony-Colchen, conseiller maître à la Cour des comptes, dont postérité.

Le caveau familial se situe dans la 17e division du cimetière du Père-Lachaise.

## Distinctions

### Titres
- Chevalier Petit et de l'Empire (à la suite du décret du 22 avril 1810 le nommant membre de la Légion d'honneur, lettres patentes signées à Rambouillet le 11 juillet 1810).
- 1er Baron de Beauverger et de l'Empire (décret du 4 août 1811, lettres patentes signées à Compiègne le 6 septembre 1811).

### Décorations
| Légionnaire (Légion d'honneur) |

- Légionnaire (Légion d'honneur)[1] (décret du 22 avril 1810[8]).

## Armoiries
| Image | Blasonnement |
| ----- | --- |
|       | Armes du chevalier Petit et de l'Empire D'argent à cinq arbres de sinople en sautoir, fruités chacun de trois pommes de gueules une et deux, à la bordure de gueules au signe des chevaliers posé au premier point en chef. Armes parlantes (Pommier ⇒ verger ⇒ Beauverger). - Livrée : les couleurs de l'écu ; le verd en bordure seulement.                                                                                             |
|       | Armes du baron de Beauverger et de l'Empire Écartelé au premier d'azur au pommier d'argent, fruité de gueules, soutenu de sinople. Au deuxième des Barons membres de Collège Electoral ; au troisième d'argent à trois chevrons l'un sur l'autre de gueules. Au quatrième d'azur au lévrier assis d'argent colleté d'or. Armes parlantes (Pommier ⇒ verger ⇒ Beauverger). - Livrée : les couleurs de l'écu, le verd en bordure seulement. |